# 竪紙
竪紙（たてがみ）とは、料紙の形状の名称の1つ。1枚の紙を横長の形にして上から下に文字を記すようにする形状のことである。

## 概要
和紙を漉く際には横長の漉桁を用いることから、横長にて利用すると漉目は竪（縦）に奔ることになる。そのため、漉目に逆らわないように横長の形状にして漉目と並行するように文字を記した。これが竪紙で、実際に書かれた文章は竪文と称され、古くから公文書はこの形状のものが用いられた。
これに対して、縦長にして漉目と直角に交錯する形にした形状を横紙と言った。竪紙を横に半折したものを折紙、規格を定めて切断したものを切紙、横につなげて長くしたものを継紙と称したが、略式の公文書の場合には折紙が用いられた。
書き上がった竪紙は左端から右に向かって折り進めるか、最初に中央で折ってそれを左から右に向かって折り進める形で畳まれた。